# 朝鮮電影 (雜誌)
《朝鮮電影》（朝鲜语：／），是朝鮮的綜合性電影藝術雜誌，於1957年7月創刊，為弘揚千里馬精神、響應朝鮮勞動黨第三次代表大會所提出的“關於電影藝術急速發展的途徑”而創建。該雜誌結合電影劇本問題的探討，對如何提高電影質量進行討論，同時也刊登介紹優秀的電影影片。

## 外部連結
- 介绍“朝鲜电影”杂志 （页面存档备份，存于）
- 朝鲜电影工作者集会支援南朝鲜人民的斗争 （页面存档备份，存于）